# 빙구루 카마라
빙구루 카마라(프랑스어: Bingourou Kamara, 1996년 10월 21일 ~ )는 리그 2의 포 FC에서 골키퍼로 활약하고 있는 세네갈의 축구 선수이다. 프랑스에서 태어난 그는 세네갈 국가대표팀에서 뛰고 있다.

## 구단 경력
카마라는 투르의 유소년 선수이다. 그는 2014년 10월 31일 라발루아와의 경기에서 리그 2 데뷔 전을 치렀고, 1-2로 패한 원정 경기에서 풀 경기를 뛰었다.
2021년 12월 24일, 스트라스부르는 카마라를 벨기에의 샤를루아로 임대하기로 합의했다.
2022년 9월 1일, 카마라는 리그 1의 몽펠리에로 이적했다.
2023년 7월 3일, 카마라는 포 FC에 합류했다. 세네갈 국가대표팀 경기는 포의 이적 시장의 첫 번째 주요 움직임이었다. 골키퍼 자리에서 카마라는 알렉상드르 올리에로와 마삼바 은디아예를 대신한다. 카마라는 누스테 캄프에서 FC 지롱댕 드 보르도를 상대로 리그 2에서 3-0 승리를 거두는 동안 데뷔 전을 치렀다.

## 국가대표팀 경력
프랑스에서 태어난 카마라는 모리타니와 세네갈 혈통이다. 그는 프랑스 청소년 국가대표였다. 그는 2020년 10월 9일 모로코와의 친선 경기에서 세네갈을 대표하여 국적을 바꿨다.